# Верхний Казмаш
Верхний Казмаш (баш. Үрге Ҡоҙаш) — упразднённая в 1994 году деревня в Караидельском районе Республики Башкортостан Российской Федерации. Входила в состав Верхнеказмашевского сельсовета (ныне территория Кирзинского сельсовета). Жили чуваши (1959). Малая родина Героя Советского союза Н. К. Романова.

## Топоним
Фиксировалась также под названием Каин-Ингань.
Верхний Казмаш соотносится с названием соседних деревень Тат-Кудаш и Русский Кудаш (Александровка). 

## География
Урочище находится на реке Сырая Кирзя.

### Географическое положение
Расстояние до:
- районного центра (Караидель): 50 км,
- ближайшей ж/д станции (Щучье Озеро): 130 км.

## История
Основана в 1883 на арендованной у землевладельца Брагина земле по устному договору на территории Байкибашевской волости Бирского уезда.  

## Население
В 1920 проживали 247 человек, в 1939—152, в 1959 — 33, в 1969 — 40, в 1979 — 21, в 1989 — 2.

## Инфраструктура
В 1917 зафиксировано 50 дворов, жители занимались земледелием. В советский период входила в состав колхоза имени М.И. Калинина.